# Thecla chalcis
Thecla chalcis är en fjärilsart som beskrevs av Edwards 1869. Thecla chalcis ingår i släktet Thecla och familjen juvelvingar. Inga underarter finns listade i Catalogue of Life.